# Мирослав Шута
Мирослав Шута (* 1969, Хомутов) випускник факультету загальної медицини Карлового університету, виступає незалежним експертом в галузі медичних та екологічних ризиків.

## Біографія
З 1997 року був членом Міжнародної комісії з питань хімічної безпеки. Шута є членом кількох спеціальних робочих груп European Environmental Bureau (EEB), спрямованих на вивчення хімічних речовин, якості повітря та промислового забруднення.
Він став відомим громадськості у 2000-2002 роках, коли був координатором кампанії Грінпіс Чеської Республіки проти токсичних речовин, в рамках якої вдалося припинити продаж іграшок з ПВХ, що містять фталати, або забезпечити та ініціювати рекультивацію старих екологічних обтяжень у Сполані Нератовіце. З 2002 року він є незалежним експертом-консультантом у сфері екологічних ризиків та ризиків для здоров'я.
Як представник екологічних НУО, з 1997 року є членом Міжвідомчої комісії з хімічної безпеки. Він є членом Товариства сталого життя (SSL) та кількох робочих груп Європейського екологічного бюро (EEB). Співзасновник Центру екології та здоров'я.

## Публіцистична діяльність
Автор кількох ґрунтовних публікацій на екологічну тематику та сотень статей про стійкі органічні забруднювачі (СОЗ), вплив хімічних речовин та забруднення довкілля на здоров'я людини, інструменти екологічної інформації (PRTR), регулювання використання хімічних речовин (REACH) тощо.
Він публікує свої тексти в таких журналах, як Odpady, Respekt, Literární noviny, Sedmá generace, A2 або EKO - ekologie a společnost. Він також співпрацював з Чеським радіо та Чеським телебаченням, де брав участь у програмах Nedej se!, Přidej se, Sama doma. Він є одним з VIP-блогерів тижневика Respekt.
З вересня 2016 року разом з Владіміром Штьовічеком готує рубрику "Здорові в коконі", яка виходить щовівторка на Чеському радіо Пльзень. Наприкінці травня 2022 року в ефір вийшов 250-й випуск цієї програми.